# Port lotniczy Gaborone
Port lotniczy Gaborone (IATA: GBE, ICAO: FBSK) – międzynarodowy port lotniczy położony 15 km na północ od centrum Gaborone. Jest największym portem lotniczym w Botswanie.

## Kierunki lotów i linie lotnicze
| Linia lotnicza     | Kierunek                                                                         |
| ------------------ | -------------------------------------------------------------------------------- |
| Air Botswana       | 1. Kapsztad 2. Francistown 3. Harare 4. Johannesburg 5. Kasane 6. Lusaka 7. Maun |
| Airlink            | 1. Johannesburg                                                                  |
| Ethiopian Airlines | 1. Addis Abeba                                                                   |